# Корпоративный поиск
Поиск в корпоративной среде (корпоративный поиск; enterprise search) – практика подготовки контента из нескольких корпоративных источников данных, таких как базы данных или узлы интранет, к поиску для ограниченного круга лиц.

## Общая информация
Термин «корпоративный поиск» используется для описания программного обеспечения для поиска информации в организации (с использованием поисковых механизмов). Корпоративные информационно-поисковые системы индексируют данные и документы из различных источников: файлы на дисках, узлах корпоративной сети, системах управления содержимым, письмах электронной почты или базы данных. Многие корпоративные информационно-поисковые системы предоставляют возможность поддержания коллекций как структурированных, так и неструктурированных документов. Корпоративные информационно-поисковые системы также учитывают ограничения доступа пользователей для каждого из источников данных.

## Рынок корпоративных поисковых систем
Отчёт Forrester Research по поисковым системам выделяет следующие 12 ведущих корпоративных поисковых систем:
- Attivio
- Coveo
- Elasticsearch от Elastic
- SearchUnify от Grazitti Interactive
- Watson от IBM
- IHS Markit
- Lucidworks
- Micro Focus
- Microsoft
- Mindbreeze
- Sinequa
- Squirro